# Torsten Toeller
Torsten Toeller (* 1966 in Köln, Deutschland) ist ein deutscher Unternehmer, Investor und Gründer der Tierbedarfshandelskette Fressnapf, die zu den führenden Unternehmen im Bereich Tierbedarf in Europa gehört.

## Leben und Ausbildung
Torsten Toeller wurde 1966 in Köln geboren. Nach dem Abschluss seiner Schullaufbahn absolvierte er eine Ausbildung im Einzelhandel. Anschließend sammelte er praktische Erfahrungen in der Branche und erweiterte sein Wissen durch Studienreisen, insbesondere in die USA, wo er das Geschäftsmodell von Tierfachmärkten genauer kennenlernte.

## Gründung von Fressnapf
1989 gründete Torsten Toeller in Erkelenz die erste Fressnapf-Filiale. Das Geschäftsmodell basierte auf dem Konzept, ein breites Sortiment an Tierbedarf und Tiernahrung in großflächigen Märkten anzubieten – ein damals in Deutschland neuartiger Ansatz. Toeller kombinierte dabei günstige Preise mit einer großen Produktauswahl und einem Fokus auf Kundenservice.
Der Erfolg der ersten Filiale führte zur Expansion. Bereits 1992 begann Fressnapf mit der Vergabe von Franchiselizenzen, wodurch das Unternehmen rasch wuchs. Heute ist die Fressnapf-Gruppe in zahlreichen europäischen Ländern vertreten und betreibt über 1.900 Filialen mit mehr als 16.000 Mitarbeitern (Konzern 2022) und einem Umsatz von 3,5 Milliarden Euro (Konzern 2022). In einigen Märkten tritt die Marke auch unter dem Namen Maxi Zoo auf.

Fressnapf Logo

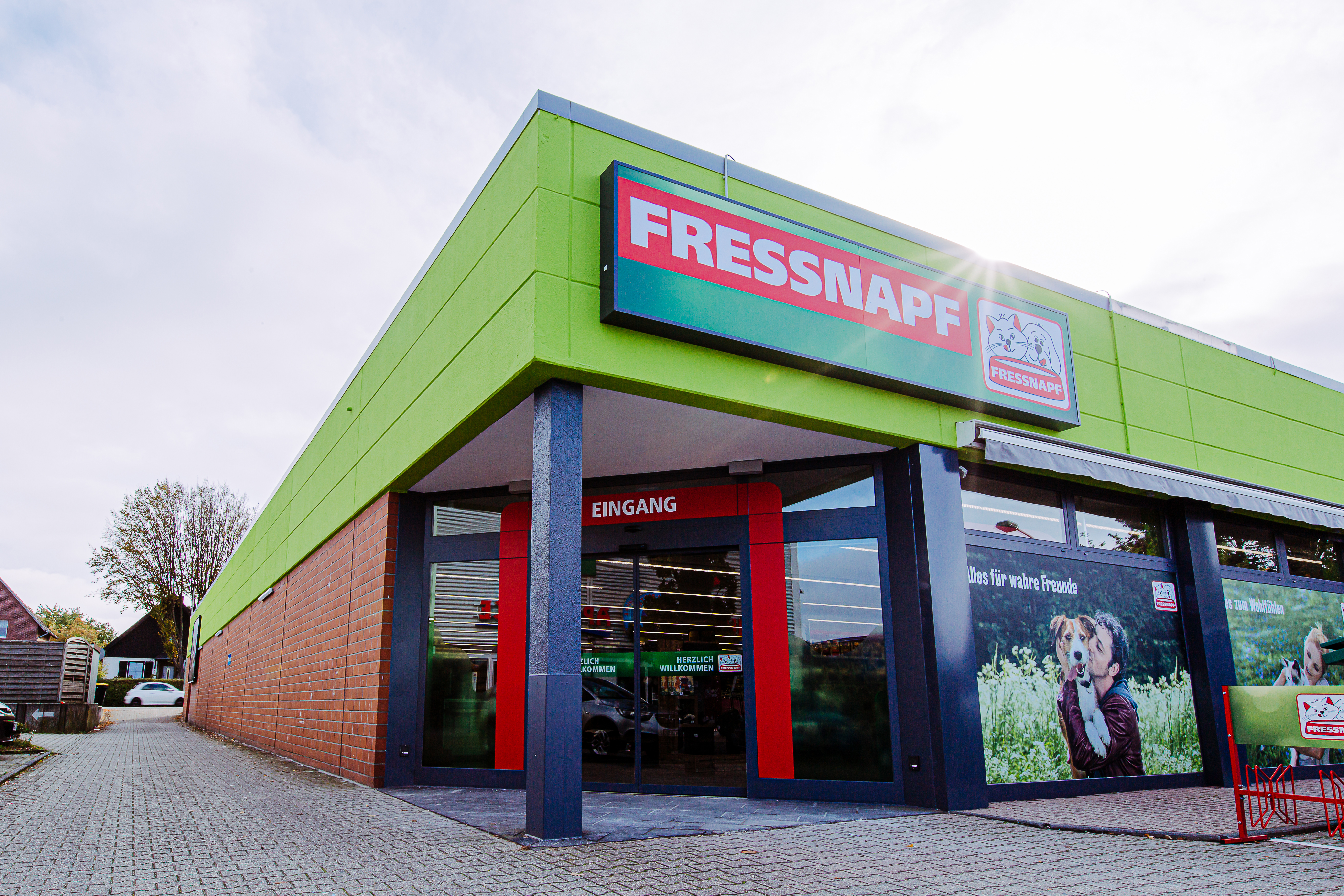
Fressnapf-Filiale in Erkelenz

## Unternehmerische Vision und Innovation
Toeller gilt als Pionier des Tierbedarfshandels in Europa. Unter seiner Führung hat Fressnapf immer wieder auf Innovationen gesetzt, darunter die Einführung von Eigenmarken, die Entwicklung von Online-Shopping-Angeboten sowie die Integration von Dienstleistungen wie Tierarztpraxen, Hundeschulen und Fellpflege in das Filialnetz.
Er ist dafür bekannt, strategische Entscheidungen zu treffen, die sowohl auf Marktanalysen als auch auf seiner Leidenschaft für Tiere basieren. Die Unternehmensphilosophie von Fressnapf betont das Wohl von Haustieren und den Service für ihre Besitzer.

## Persönliches
Torsten Toeller ist in zweiter Ehe mit Manuela Meise verheiratet und lebt mit seiner Familie in Duisburg-Buchholz, Nordrhein-Westfalen. Über sein Privatleben hält sich Toeller weitgehend bedeckt, er ist jedoch bekannt für sein Interesse an Innovationen und Unternehmertum. Er engagiert sich zudem auch privat für Tierschutzprojekte und unterstützt Initiativen, die das Wohl von Haustieren fördern.

## Auszeichnungen und Anerkennung
Toeller wurde im Laufe seiner Karriere mehrfach für seine unternehmerischen Leistungen ausgezeichnet. Dazu gehören Preise wie „Entrepreneur des Jahres“ (2003), Franchisegeber des Jahres (2004) sowie den Goldenen Zuckerhut der Lebensmittel Zeitung (2005).
Im Jahr 2008 erhielt Torsten Toeller mit Fressnapf die Auszeichnungen PET Retailer of the Year und 2010 den Global PETS Award sowie den Deutschen Handelspreis.

## Unternehmen und Beteiligungen

Trinkgut-Logo

- Fressnapf Tiernahrungs GmbH, Krefeld
- Fressnapf Holding SE, Krefeld
- Allegro Invest SE, Krefeld
- Equiva GmbH, Krefeld
- Toeller Solar GmbH, Monheim am Rhein
- Devario Invest GmbH, Monheim am Rhein
- Devario Objekt 1 GmbH, Monheim am Rhein

Torsten Toeller ist über einige seiner Unternehmen auch im Immobilienbereich tätig, unter anderem ist er so auch am Büro- und Geschäftsgebäude „Mercator One“ am Portsmouthplatz in Duisburg beteiligt.
Seine erste Ehe mit Alexandra Täubrich, der Tochter des Inhabers der Trinkgut Deutsche Getränkeholding GmbH, führte zu einer Beteiligung an Trinkgut. Im Jahr 2007 erwarb er die restlichen Anteile an Trinkgut und wurde somit alleiniger Inhaber. Am 9. März 2010 kündigte Toeller den Verkauf von Trinkgut an Edeka an. Das Bundeskartellamt genehmigte den Zusammenschluss am 28. Oktober 2010 unter Auflagen.

## Wirtschaftliche Bedeutung
Unter der Leitung von Torsten Toeller hat sich die Fressnapf-Gruppe zu einem der erfolgreichsten Handelsunternehmen für Heimtierbedarf in Europa entwickelt. Mit einem jährlichen Umsatz in Milliardenhöhe trägt das Unternehmen wesentlich zur deutschen und europäischen Wirtschaft bei und bietet zahlreiche Arbeitsplätze.

## Vermögen
Torsten Toeller gehört zu den reichsten Deutschen. Auf der Forbes-Liste The World’s Billionaires 2015 wurde sein Vermögen mit ca. 1,7 Milliarden US-Dollar angegeben. Damit belegte er Platz 1118 der reichsten Menschen der Welt. Im Jahr 2021 wurde das Vermögen von Toeller, laut Forbes, mit 2,5 Milliarden Euro angegeben.